# Bill Lawrence
Bill Lawrence (ur. 26 grudnia 1968 w Ridgefield) – amerykański scenarzysta, producent filmowy i reżyser, okazjonalnie aktor. Najbardziej znany jako twórca serialu Hoży doktorzy i współtwórca serialu Cougar Town: Miasto kocic.
Współtworzył seriale Spin City, Clone High, stworzył także scenariusze do wielu odcinków seriali takich jak Przyjaciele, Pomoc domowa, Chłopiec poznaje świat.
Jest mężem aktorki Christy Miller, ma z nią trójkę dzieci.

## Jako aktor

### Scrubs
- lekarz, odcinek "My Missed Perception"
- mężczyzna siedzący na kanapie, odcinek "My Best Friend's Baby's Baby and My Baby's Baby"
- klient kawiarni, odcinek "Their Story"
- współtwórca meksykańskiej fali doktora Coxa, odcinek "My Identity Crisis"
- "Vaan", sędzia pokoju, odcinek "My Soul on Fire (część 2)"
- cieć zwijający napis pożegnalny dla JD, odcinek "My Finale"

### Cougar Town
- policjant, odcinek "Into The Great Wide Open"